# Beeldenpark van het Neues Museum Nürnberg
Het Beeldenpark van het Neues Museum Nürnberg bevindt zich tussen de Sterntor en de Frauentor op korte afstand van het Neues Museum Nürnberg in de Duitse stad Neurenberg in de deelstaat Beieren. Het beeldenpark werd gesticht in 2004.

## Collectie
- Hiromi Akiyama met 84-3-E, Verschiebung Nr. 7 uit 1984
- Johannes Brus met Tempelchen (4-delig) uit 1982
- Bernd Klötzer met Fuge 2 uit 2004
- Alf Lechner met Ringteilung uit 1996
- Horst Münch met Der Däne (von Nürnberg) uit 1995/2004
- Karl Prantl met Stein zur Meditation uit 1987
- Ulrich Rückriem met Aalfanger Granit uit 2005
- Alf Schuler met een 12 meter lange rvs-sculptuur
- Timm Ulrichs met Baumkrone/Baumsäge

## Fotogalerij

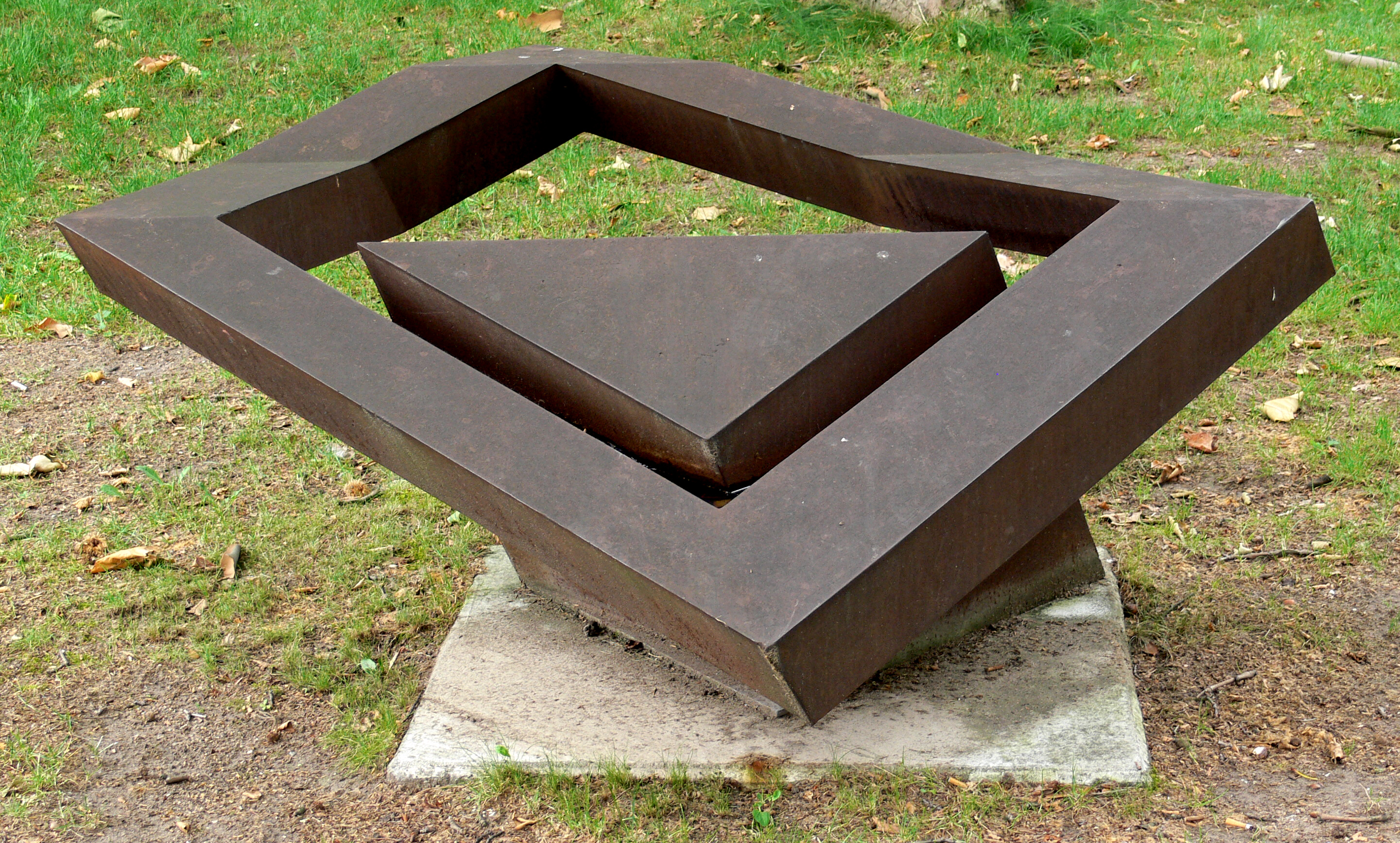
Hiromi Akiyama
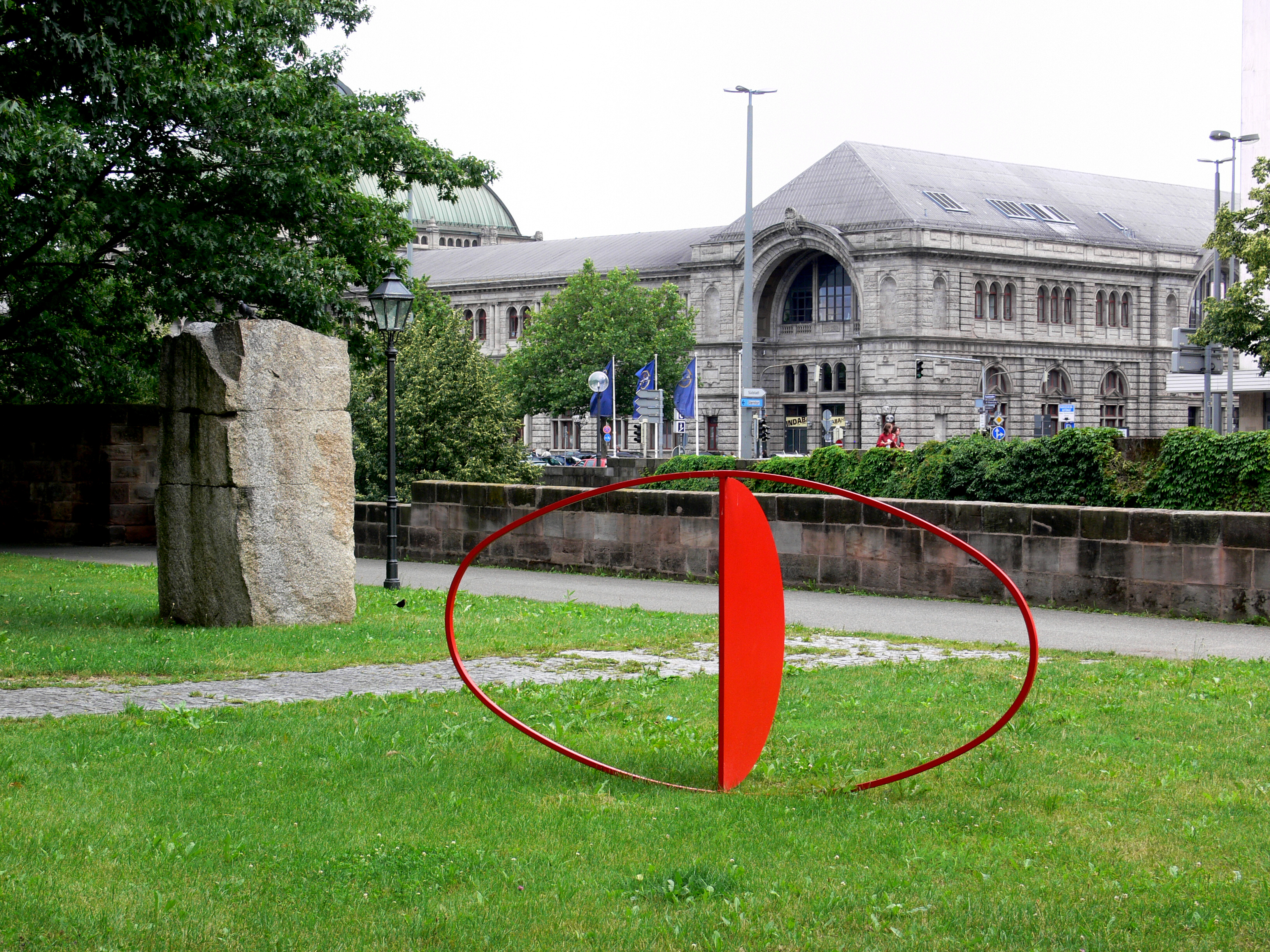
Bernd Klötzer en Ulrich Rückriem
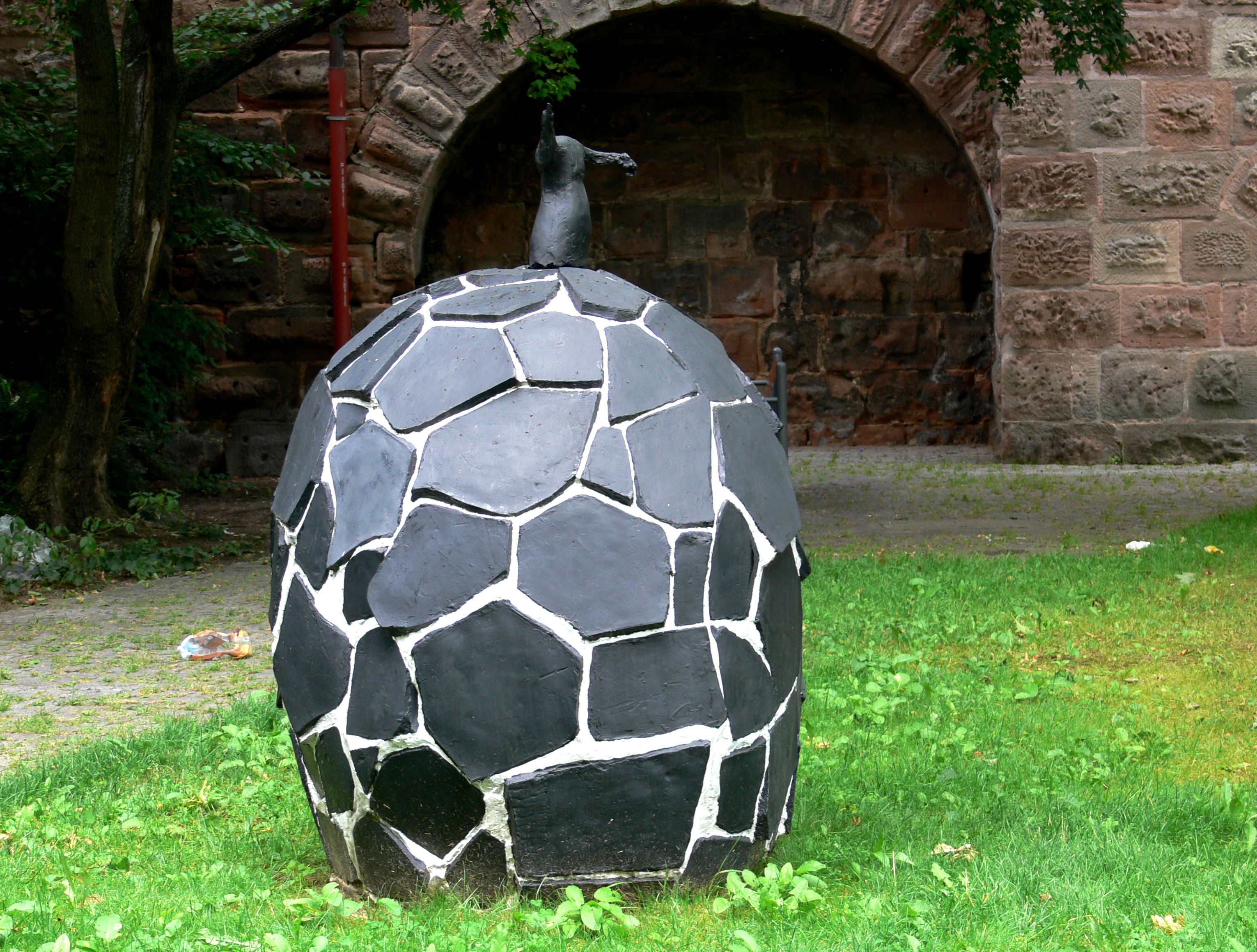
Horst Münch
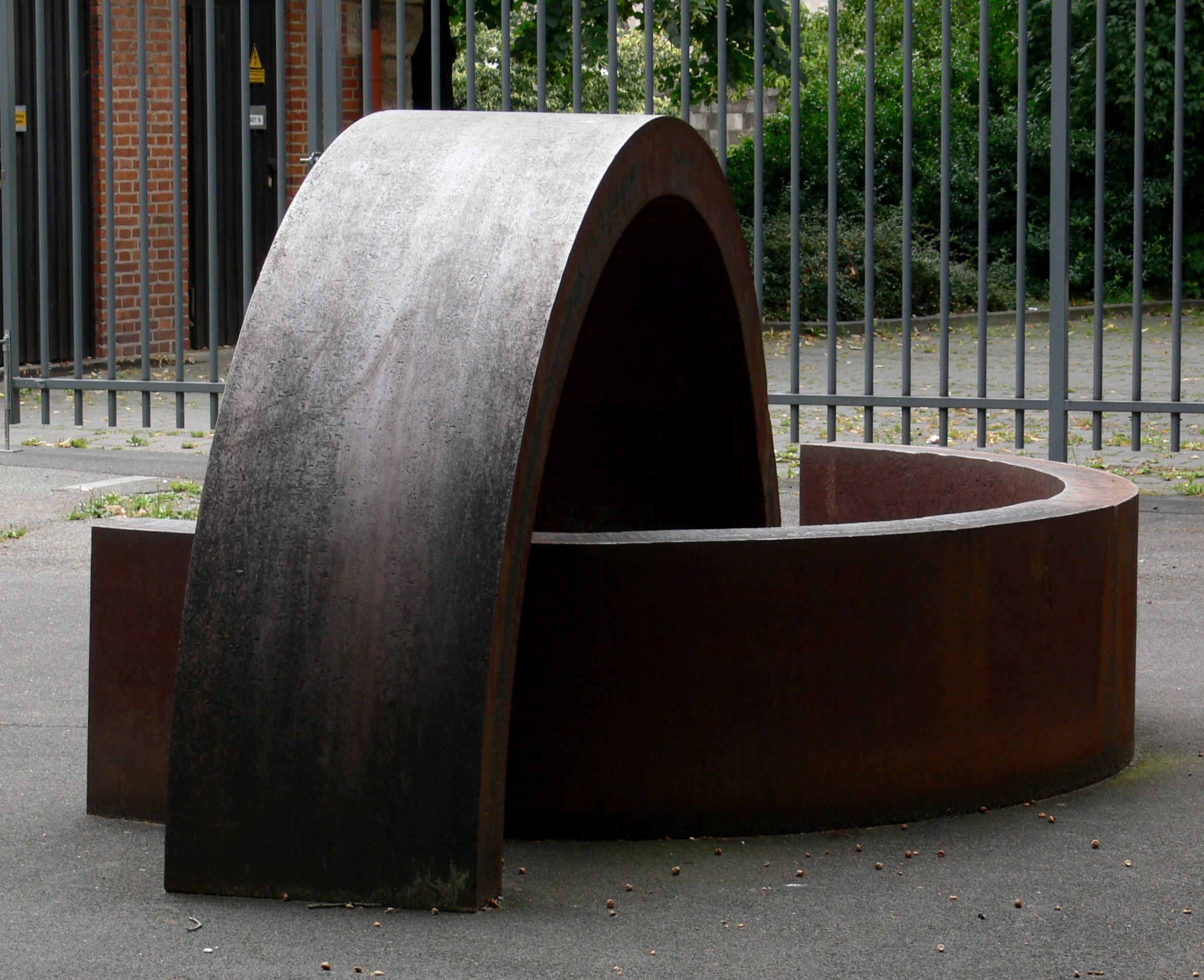
Alf Lechner